# Boophone haemanthoides
Boophone haemanthoides is een soort uit de narcisfamilie (Amaryllidaceae). Het is een bladverliezende plant die groeit uit een grote geschubde bol, waarvan twee derde deel bovengronds zichtbaar is. Uit deze bol groeien ronde bladeren in de vorm van een nette waaier. Deze sterven af voordat de plant gaat bloeien. De bloeiwijze is een scherm met zoetgeurende bloemen die een crèmegele  kleur hebben.
De soort komt voor in Namibië en in het westen van de Zuid-Afrikaanse Kaapprovincie. Hij wordt aangetroffen in de Succulenten-Karoo, waar hij groeit in zandduinen nabij de kust en op kalkstenen vlaktes, vooral op hellingen op het noorden.

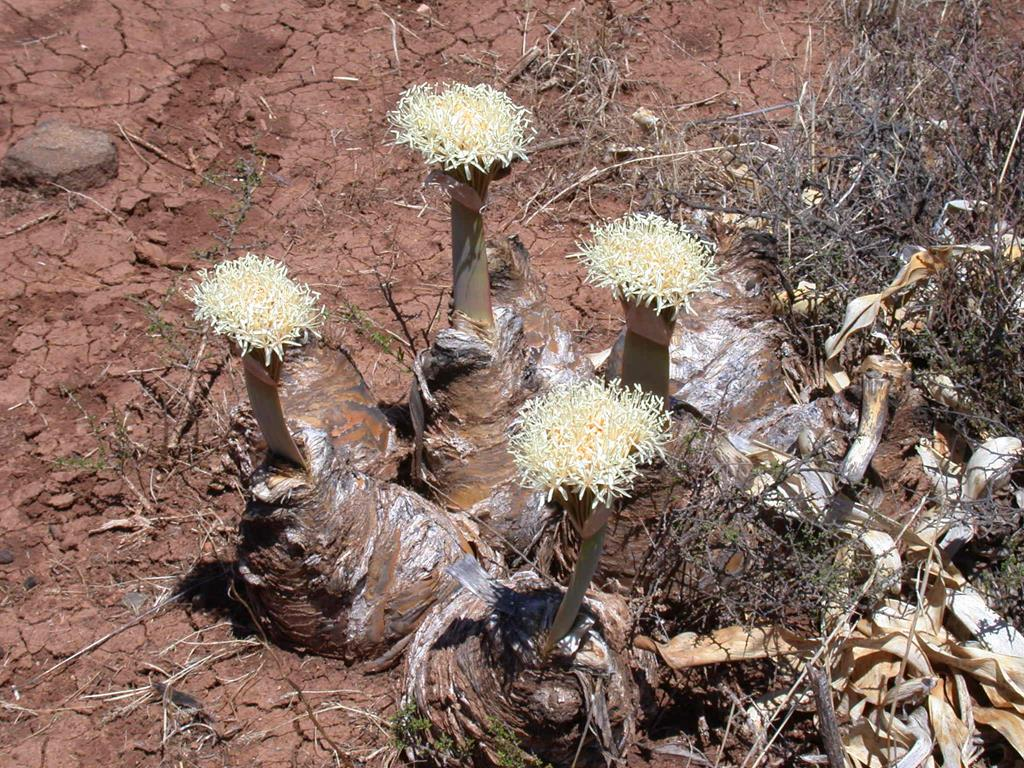
Bloemen